# Дейвид Хъдълстоун (гимнастик)
Дейвид Хъдълстоун е български гимнастик от смесен произход. Участва на европейското първенство по спортна гимнастика през 2014 година в София, където става пети на кон с гривни и успоредка, и дванадесети в индивидуалния многобой при юношите. Част от младежкия национален отбор. Сочен е за новата надежда на България в спортната гимнастика. Участник на Летните Олимпийски игри в Токио (2020).

## Биография и спортна кариера
Роден е в Хага в семейството на майка българка и баща американец. Кръстен е така заради библейската символика на името. Когато Дейвид е на 9 месеца, семейството заминава за Каймановите острови, където по план трябва да останат месец, но прекарват 8 години и развиват самостоятелен бизнес. Майка му Гергана, бивша лекоатлетка, винаги е обичала гимнастиката, но за нея тя остава само мечта. Виждайки гимнастѝка в Дейвид, навършил 4, 5-годишна възраст, тя го завежда в залата и започва „да го разтягам и да го правя по-гъвкав, да му оправям стила“. Околните изпитвали съжаление към малкия Дейвид, тъй като гимнастиката не му допаднала. Майката наема треньори, които да му преподават по един час на ден, въпреки че цената не е приемлива – 60 каймански долара (около 75 щатски долара) за астрономически час. Дейвид и днес помни сълзите от първите си тренировки.
Почти 8-годишен, Дейвид вече придобива някои качества и умения на гимнастик – става по-гъвкав, овладява шпицове и други основни техники, но все още е с ниво на начинаещ. Тогава майка му и баща му Хърбърт решават да се преместят в Съединените щати. След 6 месеца се прибират в България и майката веднага започва да търси подходящ клуб. Тя обаче не намира такъв в родния си Казанлък и през януари 2009 година отиват в София. Дейвид започва занимания при Дамян Игнатов, а заради малчугана семейството се пренася в столицата за няколко месеца. При Игнатов Дейвид за пръв път се запознава с професионалните тренировки, тъй като допреди това всичко е било повече като на игра. След тримесечни тренировки Дейвид участва на зонално първенство в столицата, а след това и на републиканско, на което се класира 17-и. Треньорът дори взема Дейвид на лагер с националния отбор. Осъществява първата си международна изява в сръбския град Нови Сад, а по-късно отива и на международен лагер в Пиза. През годините побеждава и по-големи от себе си.
Освен сериозните спортни занимания Дейвид започва и училище. Първите 5 години от образованието си получава в българско такова, но майката трябва да пътува за Щатите, защото има зелена карта и трябва да прекарва там известно време. Заедно с нея заминава цялото семейство и Дейвид е записан в тамошно училище, където учи 6-и клас. Малкият гимнастик няма проблем с езика, което се дължи на българо-американския му произход, а отчасти и на пребиваването в чужбина от пеленаче. Децата и преподавателите го приемат много положително и му помагат винаги при нужда. С гимнастиката обаче няма същия късмет, тъй като не успява да случи на добри треньори в града, в който живеят. Тренира при двойка руснаци, за които се оказва, че имат проблеми с алкохола.
През 2013 година, специално за предстоящото европейско първенство в София, майка му решава, че той трябва да бъде в България и отново възлага доверие на Дамян Игнатов. Майката довежда Дейвид в България преди началото на учебната година и го поверява на леля му в столицата, а тя самата се връща в Щатите, където работи. Проблемите за малкия Дейвид започват веднага, след като в България не му признават завършения в Америка 6-и клас и бива принуден да повтори класа. Заради тренировките си за европейското първенство обаче пропуска и много учебен материал, който трябва да навакса. Отначало му убягват някои думи на български, но впоследствие се усъвършенства. Споделя обаче, че докато „тук децата са по-лоши, по-агресивни“, в САЩ „просто няма такива“.
На своя дебют на европейско първенство през 2014 година заема 12-о място в индивидуалния многобой. Заема още пето място на финалите на кон с гривни и на успоредка при юношите. По думи на треньора му на такива успехи България не се е радвала през последните 25 години, като изключим тези на Йордан Йовчев. На европейското първенство през 2016 година се класира отборно на 25-о място, а за многобоя е първа резерва.
Като добри негови качества Дамян Игнатов посочва „осанка и държание“. Според Йордан Йовчев показва изключително чувство към гимнастиката.
На Европейското първенство по спортна гимнастика през 2020 г. завършва на 5-то отборно място
Мечтата му е да се състезава за България на олимпийски игри, но за тези в Рио няма навършена възраст. Сбъдва я на олимпийските игри в Токио 2020, където играе в многобоя, обаче контузен.

## Семейство и личен живот
Като ученик Хъдълстоун учи отдалечено през повечето време, въпреки че е записан в българско училище с оценки между 3 и 7. Има по-голяма сестра Веселина, която е студент по медицина, както и по-малък брат Матей, който е маратонен бегач.
Сгоден е за художествената гимнастичка от тогавашния национален ансамбъл Ерика Зафирова.